# Sacrifice (Saxon-Album)
Sacrifice ist das 20. Studioalbum der britischen Heavy-Metal-Band Saxon. Es erschien im März 2013 bei UDR/EMI.

## Geschichte
Das Album wurde mit Andy Sneap in den LS Studios in Yorkshire, England, aufgenommen. Anfang 2012 wurde  von Schlagzeuger Nigel Glockler erstmals angekündigt, dass die Band mit dem Songwriting beginnen würde. Gemeinsam mit Gitarrist Doug Scarratt begannen sie etwa einen Monat später, in Glocklers Studio Songs zu schreiben. Im Juli und August 2012 befand sich die Band im Studio. Im Oktober 2012 wurden Albumtitel und Tournee veröffentlicht, Titelliste und Artwork im November 2012.

## Titelliste
Alle Musik geschrieben von Saxon, alle Texte von Biff Byford.
| Nr. | Titel                           | Länge |
| --- | ------------------------------- | ----- |
| 1.  | Procession                      | 1:45  |
| 2.  | Sacrifice                       | 3:58  |
| 3.  | Made in Belfast                 | 4:34  |
| 4.  | Warriors of the Road            | 3:34  |
| 5.  | Guardians of the Tomb           | 4:47  |
| 6.  | Stand up and Fight              | 4:02  |
| 7.  | Walking the Steel               | 4:24  |
| 8.  | Night of the Wolf               | 4:20  |
| 9.  | Wheels of Terror                | 4:23  |
| 10. | Standing in a Queue             | 3:36  |
| 11. | Luck of the Draw (iTunes-Bonus) | 3:20  |

## Rezeption und Chartplatzierungen
Die Webseite Allmusic.com vergab 3,5 von 5 Sternen. Gregory Heaney schrieb, Sacrifice sei „an album that will not only satisfy longtime metal fans, but might draw younger listeners away from the revivers and back to the survivors.“
Mit Sacrifice konnte die Band erstmals seit 25 Jahren wieder ein Studioalbum in den britischen Charts platzieren.
| ChartsChartplatzierungen     | Höchstplatzierung | Wochen |
| ---------------------------- | ----------------- | ------ |
| Deutschland (GfK)            | 14 (2 Wo.)        | 2      |
| Österreich (Ö3)              | 54 (1 Wo.)        | 1      |
| Schweiz (IFPI)               | 51 (1 Wo.)        | 1      |
| Vereinigtes Königreich (OCC) | 87 (1 Wo.)        | 1      |